# IC 350
IC 350 ist eine Spiralgalaxie mit ausgedehnten Sternentstehungsgebieten vom Hubble-Typ Sab im Sternbild Eridanus am Südsternhimmel. Sie ist rund 412 Millionen Lichtjahre von der Milchstraße entfernt und hat einen Durchmesser von etwa 145.000 Lichtjahren. 
Das Objekt wurde am 14. Oktober 1891 vom französischen Astronomen Stéphane Javelle entdeckt.